# Gmina Rogowo, Żnin County
Gmina Rogowo là một gmina nông thôn (khu hành chính) ở hạt Żnin, Kuyavian-Pomeranian Voivodeship, ở phía bắc miền trung Ba Lan. Khu vực hành chính của nó là làng Rogowo, nằm khoảng 14 kilômét (9 mi) về phía nam Żnin và 49 km (30 mi) về phía tây nam Bydgoszcz.
Gmina có diện tích 178,56 kilômét vuông (68,9 dặm vuông Anh) và tính đến năm 2006, tổng dân số của nó là 6.899.

## Làng
Gmina Rogowo gồm các làng và các khu định cư như Bielawka, Biskupiec, Bożacin, Budzisław, Cegielnia, Coton, Czewujewo, Długi Brod, Gałęzewko, Gałęzewo, Głęboczek, Gołąbki, Gościeszyn, Gościeszynek, Gostomka, Grochowiska Księże, Grochowiska Szlacheckie, Izdebno, Jeziora, Jeziora -Gajówka, Jeziora-Leśniczówka, Kępniak, Laziska, Lubcz, Lubczynek, Mięcierzyn, Mięcierzyn-Leśniczówka, Niedźwiady, Recz, Rogówko, Rogowo, Rudunek, Ryszewo, Rzym, Sarnówko, Skórki, Szkółki, Ustroń, Wiewiórczyn, Wiktorowo, Wola, Zalesie và Złotniki.

## Gmina lân cận
Gmina Rogowo giáp với các gmina như Gąsawa, Gniezno, janowiec wielkopolski, Mieleszyn, Mogilno, Trzemeszno và znin.